# James Kirby
James Kirby es un deportista estadounidense que compitió en taekwondo. Ganó una medalla de plata en el Campeonato Mundial de Taekwondo de 1977 en la categoría de –80 kg.

## Palmarés internacional
| Campeonato Mundial | Campeonato Mundial       | Campeonato Mundial | Campeonato Mundial |
| Año                | Lugar                    | Medalla            | Categoría          |
| ------------------ | ------------------------ | ------------------ | ------------------ |
| 1977               | Chicago (Estados Unidos) | Medalla de plata   | –80 kg             |